# پارک گیو-یونگ
پارک گیو-یونگ (انگلیسی: Park Gyu-young؛ زادهٔ ۲۷ ژوئیهٔ ۱۹۹۳) بازیگر اهل کره جنوبی است. وی از سال ۲۰۱۶ میلادی تاکنون مشغول فعالیت بوده‌است.
از فیلم‌ها یا برنامه‌های تلویزیونی که وی در آن نقش داشته‌است می‌توان به مشکلی نیست که خوب نباشی ، خانه شیرین ، قاضی شیطان ،  دالی و شاهزاده از خود راضی ، سلبریتی و یک روز خوب برای سگ بودن اشاره کرد.
پارک گیو-یونگ در شهر بوسان کره جنوبی به دنیا آمد. او تحصیل خود را در رشته پوشاک دانشگاه یانسه به اتمام رسانید و فعالیت خود را از سال 2015 میلادی به عنوان مدل در مجله student آغاز نمود. او پس از شناسایی توسط استعدادیابان کمپانی JYP فعالیت خود را به عنوان بازیگر در این کمپانی آغاز کرد.
او به دلیل چهره و ویژوال زیبا، بازی تحسین برانگیز و مهارتش در بیان احساسات معروف است.